# Villalbilla de Burgos
Villalbilla de Burgos ist ein am Jakobsweg gelegener spanischer Ort in der Autonomen Region Kastilien und León.

## Bevölkerungsentwicklung
| 1991 | 1996 | 2001 | 2004 | 2006 |
| ---- | ---- | ---- | ---- | ---- |
| 554  | 651  | 720  | 819  | 846  |